# 白日夢冒險王
《白日夢冒險王》（英語：The Secret Life of Walter Mitty）是一部2013年澳大利亞、加拿大、英國和美國合拍的冒險喜劇劇情電影，史都華·康菲爾德編劇，班·史提勒身兼導演、主演及監製（與小塞繆爾·戈德溫、約翰·戈德溫及史都華·康菲爾德一起）。其他演員包含克莉絲汀·薇格、莎莉·麥克琳、亞當·史考特、凱薩琳·哈恩和西恩·潘等人。高爾·韋賓斯基則擔任執行製片人。
該片為改編自詹姆斯·格罗弗·瑟伯的短篇小說的第二部電影。《白日夢冒險王》在2013年10月5日於紐約影展上首映。二十世紀福斯負責電影的發行工作。美國於2013年12月25日上映。上映後，影評人給予此片的評價兩極化。

## 劇情
華特·米堤（Walter Mitty）是一位《生活》雜誌的員工，但常常有各式各樣的白日夢。知名攝影師尚恩·歐康諾（Sean O'Connell）有一天送了一捲特別的底片作品，並特別說明希望有一張相片能夠成為「生活雜誌」最後一期的封面。華特在底片影像部門工作，而過去十六年來從未弄丟過一張相片，然而這次卻找不到這張所謂的25號底片，因此從未真正出去冒險過的華特，決定出門尋找尚恩，找回失蹤的25號底片。他一開始先前往位於格陵蘭的奴克，在當地一間酒吧詢問一位郵差，得知尚恩在一條漁船上，於是他便跟著剛好要送無線電零件給條那船的郵差一同前往。因為他們搭乘著直升機，所以華特必須跳機才能抵達，但因一時疏忽而跳到了海上，奮力抵抗鯊魚後被救了起來，接下來就是他精彩又刺激的冒險旅程。

## 演員
| 演員                            | 角色                                              |
| 班·史提勒（Ben Stiller）        | 華特·米堤（Walter Mitty）                         |
| 克莉絲汀·薇格（Kristen Wiig）   | 雪柔（Cheryl Melhoff），華特的同事兼暗戀對象。    |
| 莎莉·麥克琳（Shirley MacLaine） | 愛達·米堤（Edna Mitty），華特的媽媽。             |
| 亞當·史考特（Adam Scott）       | 泰德（Ted Hendricks），華特的新老闆。             |
| 凱薩琳·哈恩（Kathryn Hahn）     | 歐戴莎·米堤（Odessa Mitty），華特的妹妹。         |
| 西恩·潘（Sean Penn）            | 尚恩·歐康諾（Sean O'Connell），攝影師。           |
| 派頓·奧斯瓦特（Patton Oswalt）  | 飾演 陶德（Todd Maher），線上交友網站的客服人員。 |
| 康納·歐布莱恩 （Conan O'Brien） | 本人                                              |
| 安迪·里希特 （Andy Richter）    | 本人                                              |

## 评价
媒体综评54分，烂番茄新鲜度51%，觀眾分數70%，获得两极化评价。
好评有以《纽约每日新闻》为代表“史提勒用他自己的方式创造了一部特殊且令人舒适的喜剧片”，“史提勒的敏锐性显而易见，片中很多场景都展现着他的细腻，总体而言这部影片远比你期待的聪明”，“史提勒小心翼翼地平衡着他的野心与事实”，“作为导演，史提勒勇敢地拒绝了传统的喜剧模式，摒弃了无脑的玩世不恭，从这一层面而言相当精彩！”，“糅合环球冒险旅行、灵动的奇幻风格和无与伦比的浪漫，史提勒让这部原本平庸的作品充满了冲突与救赎”；差评有：“一个从没去过哪里或是做过什么事情的男人，突然就哪里都去过什么都做过，在我看来他还不如待在家里”，“神经的剧情，莫名其妙的表演，荒谬玩不好很容易变成愚蠢”。

## 票房
北美首周末賣座1300萬美元列第七位，首周五天累计2559萬。第二周周末820萬列第八，累计4566萬。
| 上一届： 《浪人47》（2013年） | 2014年台北週末票房冠軍 第1-4周 | 下一届： 《大稻埕》 |

## 外部連結
- 互联网电影数据库（IMDb）上《白日夢冒險王》的资料（英文）
- Box Office Mojo上《白日夢冒險王》的資料（英文）
- 爛番茄上《白日夢冒險王》的資料（英文）
- Metacritic上《白日夢冒險王》的資料（英文）
- AllMovie上《白日夢冒險王》的资料（英文）